# (523752) 2014 VU37
(523752) 2014 VU37 ist ein großes transneptunisches Objekt im Kuipergürtel, das bahndynamisch als erweitertes Scattered Disk Object oder als Cubewano eingestuft wird. Aufgrund seiner Größe ist der Asteroid ein Zwergplanetenkandidat.

## Entdeckung
2014 VU37 wurde am 12. November 2014 von einem Astronomenteam, bestehend aus B. Gibson, T. Goggia, N. Primak, A. Schultz und M. Willman, im Rahmen des Pan-STARRS-Projekts mit dem 1,8-m-Ritchey-Chretien-Teleskop (PS1) am Haleakalā-Observatorium (Maui) entdeckt. Die Entdeckung wurde am 16. Juli 2016 bekanntgegeben, der Planetoid erhielt am 25. September 2018 die Kleinplanetennummer 523752.
Nach seiner Entdeckung ließ sich 2014 VU37 auf Fotos bis zum 10. Oktober 2010, die ebenfalls im Rahmen des Pan-STARRS-Programmes gemacht wurden, zurückgehend identifizieren und so seinen Beobachtungszeitraum um vier Jahre verlängern, um so seine Umlaufbahn genauer zu berechnen. Im Oktober 2018 lagen insgesamt 144 Beobachtungen über einen Zeitraum von 8 Jahren vor. Die bisher letzte Beobachtung wurde im Dezember 2018 am Purple Mountain-Observatorium durchgeführt. (Stand 25. Februar 2019)

## Eigenschaften

### Umlaufbahn
2014 VU37 umkreist die Sonne in 258,27 Jahren auf einer leicht elliptischen Umlaufbahn zwischen 38,59 AE und 42,52 AE Abstand zu deren Zentrum. Die Bahnexzentrizität beträgt 0,048, die Bahn ist 28,68° gegenüber der Ekliptik geneigt. Derzeit ist der Planetoid 42,38 AE von der Sonne entfernt. Das Perihel durchläuft er das nächste Mal 2132, der letzte Periheldurchlauf dürfte also im Jahre 1873 erfolgt sein.
Marc Buie (DES) klassifiziert den Planetoiden als erweitertes SDO (ESDO bzw. DO), während das Minor Planet Center ihn als Nicht-SDO und allgemein als «Distant Object» einstuft. Das Johnston’s Archive führt es dagegen als Cubewano auf, wobei es zu den bahndynamisch «heißen» klassischen KBO gehören würde.

### Größe und Rotation
Derzeit wird von einem Durchmesser von etwa 479 km ausgegangen, basierend auf einem Rückstrahlvermögen von 7 % und einer absoluten Helligkeit von 5,2 m. Die scheinbare Helligkeit von 2014 VU37 beträgt 21,54 m.
Da anzunehmen ist, dass sich 2014 VU37 aufgrund seiner Größe im hydrostatischen Gleichgewicht befindet und somit weitgehend rund sein muss, sollte er die Kriterien für eine Einstufung als Zwergplanet erfüllen. Mike Brown geht davon aus, dass es sich bei 2014 VU37 um möglicherweise einen Zwergplaneten handelt.
| Jahr                                         | Abmessungen km | Quelle   |
| -------------------------------------------- | -------------- | -------- |
| 2018                                         | 423,0          | Johnston |
| 2018                                         | 479,0          | Brown    |
| Die präziseste Bestimmung ist fett markiert. |                |          |